# Communauté de communes Baugeois Vallée
Die Communauté de communes Baugeois Vallée (inoffizielle Schreibweise: Communauté de communes Baugeois-Vallée) ist ein französischer Gemeindeverband mit der Rechtsform einer Communauté de communes im Département Maine-et-Loire in der Region Pays de la Loire. Sie wurde am 30. Dezember 1998 gegründet und umfasst sieben Gemeinden. Der Verwaltungssitz befindet sich im Ort Baugé-en-Anjou.

## Historische Entwicklung
Mit Wirkung vom 1. Januar 2017 wurde der frühere Gemeindeverband Communauté de communes de Beaufort-en-Anjou um die Gemeinden Baugé-en-Anjou, Noyant-Villages und La Pellerine erweitert und seine Bezeichnung auf den aktuellen Namen geändert.

## Mitgliedsgemeinden
| Gemeinde                               | Einwohner 1. Januar 2022 | Fläche km² | Dichte Einw./km² | Code INSEE | Postleitzahl |
| -------------------------------------- | ------------------------ | ---------- | ---------------- | ---------- | ------------ |
| Baugé-en-Anjou                         | 11.747                   | 268,16     | 44               | 49018      | 49150        |
| Beaufort-en-Anjou                      | 6.893                    | 42,04      | 164              | 49021      | 49250        |
| La Ménitré                             | 2.057                    | 17,37      | 118              | 49201      | 49250        |
| La Pellerine                           | 137                      | 5,30       | 26               | 49237      | 49490        |
| Les Bois d’Anjou                       | 2.531                    | 60,22      | 42               | 49138      | 49250        |
| Mazé-Milon                             | 5.770                    | 41,79      | 138              | 49194      | 49630        |
| Noyant-Villages                        | 5.473                    | 299,45     | 18               | 49228      | 49390, 49490 |
| Communauté de communes Baugeois Vallée | 34.608                   | 725,78     | 48               | –          | –            |